# Île Mocquart
L'île Mocquart est une île sur la Loire, en France. Elle est située au milieu du fleuve, sur le territoire de la commune de Loireauxence. Elle mesure 2,2 km de long et 330 m de large, pour une superficie de 49 ha. L'île n'est pas reliée à la rive du fleuve par un pont.